# داي فرنسيس
داي فرنسيس (بالإنجليزية: Dai Francis)‏ هو مغني بريطاني، ولد في 23 أغسطس 1930، وتوفي في 27 نوفمبر 2003.

## وصلات خارجية
- داي فرنسيس على موقع IMDb (الإنجليزية)
- داي فرنسيس على موقع ميوزك برينز (الإنجليزية)
- داي فرنسيس على موقع ديسكوغز (الإنجليزية)